# Glay (album)
Glay è l'undicesimo ed eponimo album in studio del gruppo musicale giapponese Glay, pubblicato nel 2010.

## Tracce
1. Shikina (シキナ?)
2. Kegarenaki Season (汚れなきSEASON?)
3. Wasted Time
4. Haruka... (遥か…?)
5. Apologize
6. Tsuki no Yoru ni (月の夜に?)
7. Kaze ni Hitori (風にひとり?)
8. Precious
9. Satellite of Love
10. Chelsea